# Серники (Косцянський повіт)
Серники (пол. Sierniki, нім. Scharnau) — село в Польщі, у гміні Чемпінь Косцянського повіту Великопольського воєводства.
Населення — 88 осіб (2011).
У 1975-1998 роках село належало до Познанського воєводства.

## Демографія
Демографічна структура станом на 31 березня 2011 року:
|          | Загалом | Допрацездатний вік | Працездатний вік | Постпрацездатний вік |
| -------- | ------- | ------------------ | ---------------- | -------------------- |
| Чоловіки | 40      | 7                  | 28               | 5                    |
| Жінки    | 48      | 11                 | 28               | 9                    |
| Разом    | 88      | 18                 | 56               | 14                   |